# Phare d'Helsinki
Le phare d'Helsinki (en finnois : Helsingin majakka) est un phare en mer situé dans le golfe de Finlande, au large d'Helsinki, en région d'Uusimaa (Finlande).

## Histoire
Ce phare en mer, mis en service en 1959, a remplacé le bateau-phare S/S Hyöky. Il est automatisé et géré depuis le phare d'Harmaja. En 1984, il a été équipé d'une plateforme d'atterrissage pour hélicoptère. L'énergie est fournie par des panneaux solaires qui alimente aussi le radar Racon.

## Description
Le phare  est une tour cylindrique en béton et acier incorporant le local de gardien de 27 mètres de haut, avec une triple galerie et lanterne. La tour est peinte en blanc avec une bande horizontale rouge sur le tiers supérieur. Il émet, à une hauteur focale de 25 mètres, un long éclat blanc toutes les 12 secondes. Sa portée nominale est de 12 milles nautiques (environ 22 km).
Identifiant : ARLHS : FIN-009 - Amirauté : C5184 - NGA : 14516 .

## Caractéristique dufeu maritime
Fréquence : 12 secondes (W)
- Lumière : 3 secondes
- Obscurité : 9 secondes

|          |
| Le phare |

### Lien connexe
- Liste des phares de Finlande